# Mixmag
Mixmag — ежемесячный британский журнал, посвящённый клубному движению и электронной танцевальной музыке. В свет выходит с февраля 1983 года. Среднемесячный тираж, согласно английскому бюро по контролю за тиражами за 2010 год, составляет примерно 21 250 экземпляров. Издание освещает танцевальные мероприятия, публикует обзоры музыки, фестивалей и клубных вечеров, формально имеет 16 международных офисов по состоянию на 2019 год ( точных данных нет). По состоянию на август 2020 года канал Mixmag на YouTube имеет около 1,3 миллиона подписчиков.

## История
Первый номер журнала вышел 1 февраля 1983 года. Это был черно-белый журнал, объёмом 16 страниц, который издавала компания Disco Mix Club (или, сокращенно, DMC) — специализированный сервис для диджеев. На обложке первого номера была американская группа Shalamar, первым редактором журнала был владелец компании DMC Тони Принс (англ. Tony Prince), а первым рекламодателем компания Panasonic. С ростом популярности  хаус-музыки, редактор и ди-джей Дэйв Симан (англ. Dave Seaman) превратил журнал из информационного бюллетеня для ди-джеев в журнал, охватывающий всю танцевальную музыку и клубную культуру.
Mixmag писал и о росте популярности эйсид-хауса, и о возникновении так называемых «супердиджеев» и об Ибице. Журнал ввел в оборот такие термины, как «суперклубы», «трип-хоп» и «прогрессив-хаус» и запустил первую, легальную, серию диджейских миксов — им стала серия «Mixmag Live!», первые выпуски которой выходили на аудиокассетах. Впоследствии, эти миксы были переизданы, при полной поддержке компании DMC Publishing, на компакт-дисках под общим названием «Mixmag Live!».
На волне популярности к клубной культуре, общий ежемесячный тираж Mixmag достиг 70 000 экземпляров, и в конце девяностых годов, издание было продано крупному издательскому холдингу EMAP Ltd.
В 2005 году, после падения продаж 2003 года, журнал был вновь продан — на этот раз компании Development Hell Ltd., которая также владеет музыкальным журналом The Word. В 2006 году компания-собственник перезапустила Mixmag как с точки зрения дизайна, так и с точки зрения внутреннего содержания.  В 2007 году редактором стал Ник ДеКоземо (Nick DeCosemo).
В 2009 году в Бразилии была запущена региональная версия Mixmag. Это издание является официальным медиа-партнером Creamfields Brazil (2011) и бразильского тура Армина Ван Бюрена «Carnival Tour». Бразильская версия Mixmag выходит с периодичностью раз в два месяца, и включает в себя как материалы английского издания, так и собственной редакции.
В 2009 году на английском языке в издательстве Ebury Press была выпущена книга «Superstar DJ’s Here We Go!» бывшего главного редактора журнала Mixmag, Дома Филлипса, проработавшего в журнале в период с 1991 года по январь 1999 года. В ней он описал не только развитие клубной сцены Великобритании, но и эволюцию журнала Mixmag. В 2012 году, под названием «Супердиджеи: триумф, крайность и пустота», книга была издана на русском языке издательством «Белое Яблоко».
В 2012 году  Mixmag в сотрудничестве с The Guardian и Global Drug Survey провели резонансное исследовании привычек британцев к употреблению наркотиков.
В апреле 2015 года главным редактором журнала стал Дункан Дик (Duncan JA Dick).
На данный момент Mixmag принадлежит Wasted Talent Ltd, компании, которая изменила свое название с Mixmag Media Ltd в мае 2017 года, после покупки журналов Kerrang!  и The Face у Bauer Media.

## Mixmag в России
С января 2016 года в России выходит онлайн-версия Mixmag Россия, официальное представительство британского журнала. Главным редактором первого российского издания стал журналист, издатель. совладелец независимого издательства «Белое яблоко», выпускающего книги о поп-культуре, Илья Воронин.
Илья и его товарищ много лет вели фанатский сайт с пиратским названием  Mixmag.info. Сайт был посвящен электронной музыке и диджейской культуре и восполнял дефицит информации на русском языке в данной сфере. Проект существовал 12 лет, параллельно велись переговоры с настоящим Mixmag о том, чтобы выпускать его в России легально, которые заканчивались ничем в связи с отсутствием финансирования. После нескольких  неудачных попыток найти инвесторов, им это, наконец, удалось, и всё сложилось. Британский журнал выпускается как в печатном виде, так и в онлайн-версии, в России сразу решили заниматься только интернет-изданием и сделали собственный сайт, которого нет ни у одной иностранной редакции журнала. Большую часть контента пока составляют переводные тексты, но в планах редакции перейти на авторский. Российская редакция Mixmag была распущена в декабре 2020 года.